# Vågå
Vågå est une kommune de Norvège. Elle est située dans le comté d'Innlandet.

## Personnages célèbres
- Knut Hamsun, (1859-1952), écrivain
- Thekla Resvoll, (1871-1948), botaniste
- Hanna Resvoll-Holmsen, (1873-1943), botaniste